# Урываев, Сергей Александрович
Серге́й Алекса́ндрович Урыва́ев (8 декабря 1947, Ленинград — 12 июня 2021, Санкт-Петербург) — российский пианист и музыкальный педагог, профессор Санкт-Петербургской консерватории, заслуженный артист России (2003).

## Биография
Начальное образование Урываев получил в Средней специальной музыкальной школе при Ленинградской консерватории имени Н. А. Римского-Корсакова. В 1966 году он окончил Ленинградскую консерваторию, а в 1973 году — аспирантуру. Среди педагогов Урываева Самарий Савшинский, Владимир Нильсен и Павел Серебряков. С 1975 года он сам занимался преподавательской деятельностью. Профессор кафедры камерного ансамбля Санкт-Петербургской консерватории.
Со студенческих времён Урываев вёл обширную концертную деятельность как в России, так и за её пределами. Пианист выступал сольно и в сопровождении различных симфонических и камерных оркестров, однако его основным направлением было камерное музицирование. Он имел опыт выступлений в ансамбле практически со всеми музыкальными инструментами, включая флейту-пикколо и тубу.
В 2003 году присвоено почётное звание заслуженный артист Российской Федерации.
Скончался 12 июня 2021 года от осложнений, вызванных коронавирусной инфекцией.